# Marco Battagli
Marco Battagli (o Marcus de Battaglis; ... – 1370/76) è stato uno storico italiano di Rimini.
Scrisse una cronaca universale in latino. Nacque nel primo decennio del XIV secolo nella contrada di S. Agnese.
Fu autore (in cinque libri) della Marcha, un compendio storico universale. Iniziato nel 1350, il testo fu probabilmente finito nel 1354 e dedicato a Carlo IV di Boemia.